# Galatasaray Istanbul/Saison 1986/87
Die Saison 1986/87 von Galatasaray Istanbul war die 79. Saison in der Vereinsgeschichte und die 29. Saison in der türkischen Liga, der 1. Lig. Der Klub beendete die Saison auf dem 1. Platz und wurde nach 15 Jahren Meister, es war der siebte Titel. Die Türkiye Kupası endete für Galatasaray Istanbul im Viertelfinale. Im UEFA-Pokal schieden die Gelb-Roten in der 1. Runde aus.

## Personalien

### Kader
| Nat.                                           | Name               | Geburtsdatum  | im Verein seit | vorheriger Verein     |
| Torhüter                                       | Torhüter           | Torhüter      | Torhüter       | Torhüter              |
| ---------------------------------------------- | ------------------ | ------------- | -------------- | --------------------- |
| Turkei                                         | Hayrettin Demirbaş | 26. Juni 1963 | 1986           | Afyonspor             |
| Turkei                                         | İmdat Korkmaz      | 7. Sep. 1968  | 1986           | Bursaspor             |
| Jugoslawien Sozialistische Föderative Republik | Zoran Simović      | 2. Nov. 1954  | 1984           | Hajduk Split          |
| Abwehr                                         |                    |               |                |                       |
| Turkei                                         | Yusuf Altıntaş     | 7. Aug. 1961  | 1984           | Kocaelispor           |
| Turkei                                         | Raşit Çetiner      | 10. Sep. 1956 | 1981           | Fenerbahçe Istanbul   |
| Turkei                                         | Ahmet Ceyhan       | 26. Jan. 1951 | 1982           | Trabzonspor           |
| Turkei                                         | İsmail Demiriz     | 1. Apr. 1962  | 1984           | Gençlerbirliği Ankara |
| Turkei                                         | Erhan Önal         | 3. Sep. 1957  | 1985           | Türkgücü München      |
| Turkei                                         | Cüneyt Tanman      | 16. Jan. 1956 | 1976           | Giresunspor           |
| Turkei                                         | Semih Yuvakuran    | 1. Sep. 1963  | 1984           | Bursaspor             |
| Mittelfeld                                     |                    |               |                |                       |
| Turkei                                         | Muhammed Altıntaş  | 30. März 1964 | 1986           | Edirnespor            |
| Turkei                                         | Suat Kaya          | 26. Aug. 1967 | 1986           | eigene Jugend         |
| Turkei                                         | Savaş Koç          | 23. März 1963 | 1986           | Türkgücü München      |
| Turkei                                         | Arif Kocabıyık     | 1. Sep. 1958  | 1985           | Fenerbahçe Istanbul   |
| Jugoslawien Sozialistische Föderative Republik | Dževat Prekazi     | 18. Aug. 1957 | 1985           | Hajduk Split          |
| Turkei                                         | Tuncay Soyak       | 3. Feb. 1959  | 1986           | Trabzonspor           |
| Angriff                                        |                    |               |                |                       |
| Turkei                                         | Öner Kılıç         | 15. Mai 1954  | 1986           | Kayserispor           |
| Jugoslawien Sozialistische Föderative Republik | Mersad Kovačević   | 15. Okt. 1956 | 1986           | Beşiktaş Istanbul     |
| Turkei                                         | İlyas Tüfekçi      | 3. Feb. 1960  | 1986           | Fenerbahçe Istanbul   |
| Turkei                                         | Uğur Tütüneker     | 2. Aug. 1963  | 1986           | FC Bayern München     |
| Turkei                                         | Erkan Ültanır      | 13. Nov. 1965 | 1985           | eigene Jugend         |

#### Transfers
| Zugänge | Abgänge |
| --- | --- |
| - Muhammed Altıntaş (Edirnespor) - Hayrettin Demirbaş (Afyonspor) - Suat Kaya (eigene Jugend) - Öner Kılıç (Kayserispor) - Savaş Koç (Türkgücü München) - İmdat Korkmaz (Bursaspor) - Mersad Kovačević (Beşiktaş Istanbul) - Tuncay Soyak (Trabzonspor) - İlyas Tüfekçi (Fenerbahçe Istanbul) - Uğur Tütüneker (FC Bayern München) | - Halil İbrahim Akçay (Diyarbakırspor) a. - Bülent Alkılıç (Diyarbakırspor) a. - Osman Akyol (n. a.) - Orhan Atik (n. a.) - Adnan Aydın (Karriere beendet) - Hakan Çarkacı (n. a.) - Kadir Çattık (n. a.) - Haydar Erdoğan (Bakırköyspor) - Adnan Esen (Malatyaspor) a. - İlyas (n. a.) - Erdal Keser (Borussia Dortmund) w.a. - Yücel Özkan (n. a.) - Hakan Özkazbek (Uzunköprüspor) - Hasan Reis (n. a.) - Cengiz Sökmen (n. a.) - Arkın Tanman (n. a.) - Şenol Yiğit (Zeytinburnuspor) - Hasan Yıldırım (Altay Izmir) |

## Spielkleidung
| Heim | Auswärts | Ausweich |

- Ausrüster: Adidas
- Trikotsponsor: Vestel

## Saison
Alle Ergebnisse aus Sicht von Galatasaray Istanbul.
Die Tabelle listet alle 1.-Lig-Spiele des Vereins der Saison 1986/87 auf. Siege sind grün, Unentschieden gelb und Niederlagen rot markiert.

### 1. Lig
| ST | Datum              | Gegner                | Ort                              | Ergebnis  | Tor(e) für Galatasaray Istanbul                                                   | Karte(n) für Galatasaray Istanbul                              |
| -- | ------------------ | --------------------- | -------------------------------- | --------- | --------------------------------------------------------------------------------- | -------------------------------------------------------------- |
| 01 | 24. August 1986    | Trabzonspor           | Atatürk Stadı, Sakarya 1         | 0:1 (0:1) | keine                                                                             | keine                                                          |
| 02 | 31. August 1986    | Diyarbakırspor        | İnönü Stadı, Malatya             | 1:0 (1:0) | 1:0 Tanman (23.)                                                                  | Y. Altıntaş (74.)                                              |
| 03 | 13. September 1986 | Gençlerbirliği Ankara | Ali Sami Yen Stadyumu, Istanbul  | 2:2 (1:1) | 1:0 Y. Altıntaş (32.), 2:2 Tanman (87.)                                           | Alkılıç (25.), Çetiner (63.)                                   |
| 04 | 21. September 1986 | Fenerbahçe Istanbul   | Fenerbahçe Stadı, Istanbul       | 2:1 (0:1) | 1:1 Çetiner (64.), 2:1 Tütüneker (87.)                                            | keine                                                          |
| 05 | 27. September 1986 | Malatyaspor           | Ali Sami Yen Stadyumu, Istanbul  | 2:1 (1:0) | 1:0 Tanman (45.+1'), 2:1 Koç (90.+3')                                             | Çetiner (75.)                                                  |
| 06 | 5. Oktober 1986    | Denizlispor           | Şehir Stadı, Denizli             | 1:1 (1:0) | 1:0 Tanman (34.)                                                                  | Y. Altıntaş (47.), Çetiner (50.)                               |
| 07 | 12. Oktober 1986   | Bursaspor             | Ali Sami Yen Stadyumu, Istanbul  | 1:0 (0:0) | 1:0 Tütüneker (68.)                                                               | Ceyhan (33.)                                                   |
| 08 | 19. Oktober 1986   | Samsunspor            | 19 Mayıs Stadı, Samsun           | 1:1 (0:1) | 1:1 Çetiner (67.)                                                                 | Y. Altıntaş (82.)                                              |
| 09 | 25. Oktober 1986   | Boluspor              | Ali Sami Yen Stadyumu, Istanbul  | 1:1 (0:0) | 1:0 Çetin (48. Eigentor)                                                          | Demiriz (21.)                                                  |
| 10 | 2. November 1986   | Zonguldakspor         | Şehir Stadı, Zonguldak           | 2:0 (1:0) | 1:0 Kovačević (9.), 2:0 Tütüneker (70.)                                           | keine                                                          |
| 11 | 8. November 1986   | Sarıyer SK            | Ali Sami Yen Stadyumu, Istanbul  | 1:1 (1:0) | 1:0 Tütüneker (33.)                                                               | Y. Altıntaş (39.), Prekazi (63.)                               |
| 12 | 17. November 1986  | MKE Ankaragücü        | 19 Mayıs Stadı, Ankara           | 2:1 (0:1) | 1:1 Tüfekçi (55.), 2:1 Tüfekçi (68.)                                              | keine                                                          |
| 13 | 23. November 1986  | Beşiktaş Istanbul     | Ali Sami Yen Stadyumu, Istanbul  | 2:2 (1:1) | 1:0 Tütüneker (16.), 2:2 Tütüneker (75.)                                          | Prekazi (27.), Demiriz (37.), Çetiner (71.), Y. Altıntaş (79.) |
| 14 | 30. November 1986  | Altay Izmir           | Atatürk Stadı, Izmir             | 2:0 (1:0) | 1:0 Tüfekçi (5.), 2:0 Y. Altıntaş (79.)                                           | keine                                                          |
| 15 | 6. Dezember 1986   | Rizespor              | Ali Sami Yen Stadyumu, Istanbul  | 2:0 (1:0) | 1:0 Tüfekçi (13.), 2:0 Tüfekçi (49.)                                              | keine                                                          |
| 16 | 13. Dezember 1986  | Kocaelispor           | İsmetpaşa Stadyumu, Kocaeli      | 2:0 (1:0) | 1:0 Altın (43. Eigentor), 2:0 Tütüneker (82.)                                     | keine                                                          |
| 17 | 21. Dezember 1986  | Antalyaspor           | Ali Sami Yen Stadyumu, Istanbul  | 4:0 (0:0) | 1:0 Tanman (46.), 2:0 Tütüneker (60.), 3:0 Y. Altıntaş (65.), 4:0 Kovačević (75.) | keine                                                          |
| 18 | 28. Dezember 1986  | Eskişehirspor         | Atatürk Stadı, Eskişehir         | 1:1 (0:0) | 1:1 Koç (89.)                                                                     | keine                                                          |
| 19 | 25. Januar 1987    | Trabzonspor           | Hüseyin Avni Aker Stadı, Trabzon | 0:0       | keine                                                                             | Koç (74.), Simović (85.)                                       |
| 20 | 31. Januar 1987    | Diyarbakırspor        | Ali Sami Yen Stadyumu, Istanbul  | 3:0 (1:0) | 1:0 Kovačević (29.), 2:0 Tanman (46.), 3:0 Y. Altıntaş (59.)                      | keine                                                          |
| 21 | 15. Februar 1987   | Gençlerbirliği Ankara | 19 Mayıs Stadı, Ankara           | 0:1 (0:0) | keine                                                                             | Kovačević (39.), Prekazi (66.), Demiriz (70.)                  |
| 22 | 22. Februar 1987   | Fenerbahçe Istanbul   | Ali Sami Yen Stadyumu, Istanbul  | 0:1 (0:1) | keine                                                                             | Prekazi (57.)                                                  |
| 23 | 1. März 1987       | Malatyaspor           | İnönü Stadı, Malatya             | 1:0 (1:0) | 1:0 Kovačević (41.)                                                               | keine                                                          |
| 24 | 15. März 1987      | Denizlispor           | Atatürk Stadı, Izmir 2           | 1:0 (0:0) | 1:0 Kovačević (88.)                                                               | Prekazi (59.)                                                  |
| 25 | 22. März 1987      | Bursaspor             | Atatürk Stadı, Bursa             | 0:1 (0:0) | keine                                                                             | Kovačević (56.)                                                |
| 26 | 28. März 1987      | Samsunspor            | Ali Sami Yen Stadyumu, Istanbul  | 4:1 (3:0) | 1:0 Kovačević (6.), 2:0 Tütüneker (24.), 3:0 Prekazi (42.), 4:0 Kovačević (79.)   | Y. Altıntaş (89.)                                              |
| 27 | 4. April 1987      | Boluspor              | 19 Mayıs Stadı, Ankara           | 1:0 (1:0) | 1:0 Koç (21.)                                                                     | keine                                                          |
| 28 | 12. April 1987     | Zonguldakspor         | Ali Sami Yen Stadyumu, Istanbul  | 2:1 (1:0) | 1:0 M. Altıntaş (19.), 2:0 Tüfekçi (68.)                                          | keine                                                          |
| 29 | 18. April 1987     | Sarıyer SK            | Ali Sami Yen Stadyumu, Istanbul  | 2:1 (2:0) | 1:0 Demiriz (3.), 2:0 Prekazi (28.)                                               | Tanman (40.), Prekazi (66.)                                    |
| 30 | 25. April 1987     | MKE Ankaragücü        | Ali Sami Yen Stadyumu, Istanbul  | 2:0 (1:0) | 1:0 Önal (25.), 2:0 Tüfekçi (63.)                                                 | keine                                                          |
| 31 | 3. Mai 1987        | Beşiktaş Istanbul     | Fenerbahçe Stadı, Istanbul       | 2:0 (1:0) | 1:0 Prekazi (24.), 2:0 Koç (86.)                                                  | Demiriz (32.), Önal (66.)                                      |
| 32 | 10. Mai 1987       | Altay Izmir           | Ali Sami Yen Stadyumu, Istanbul  | 1:0 (1:0) | 1:0 Tütüneker (21.)                                                               | Koç (37.), Yuvakuran (65.)                                     |
| 33 | 16. Mai 1987       | Rizespor              | Atatürk Stadı, Rize              | 0:2 (0:1) | keine                                                                             | M. Altıntaş (10.), Prekazi (23.), Tüfekçi (69.)                |
| 34 | 24. Mai 1987       | Kocaelispor           | Ali Sami Yen Stadyumu, Istanbul  | 2:1 (1:0) | 1:0 Tütüneker (13.), 2:0 Önal (77.)                                               | keine                                                          |
| 35 | 31. Mai 1987       | Antalyaspor           | Atatürk Stadı, Antalya           | 3:1 (1:0) | 1:0 Tütüneker (25.), 2:0 Prekazi (52.), 3:0 Kovačević (54.)                       | Kovačević (54.)                                                |
| 36 | 7. Juni 1987       | Eskişehirspor         | Ali Sami Yen Stadyumu, Istanbul  | 2:1 (1:0) | 1:0 Prekazi (18.), 2:0 M. Altıntaş (51.)                                          | Tütüneker (39.), M. Altıntaş (52.), Simović (81.)              |

### Türkiye Kupası
| Runde                   | Datum            | Gegner        | Ort                             | Ergebnis  | Tor(e) für Galatasaray Istanbul                                                                                          | Karte(n) für Galatasaray Istanbul |
| ----------------------- | ---------------- | ------------- | ------------------------------- | --------- | --- | --------------------------------- |
| 5. Runde-Hinspiel       | 28. Januar 1987  | Antalyaspor   | Ali Sami Yen Stadyumu, Istanbul | 6:2 (4:0) | 1:0 Tüfekçi (24.), 2:0 Demiriz (38.), 3:0 Kovačević (41.), 4:0 Kovačević (43.), 5:0 Kovačević (46.), 6:0 Kovačević (52.) | Soyak (69.)                       |
| 5. Runde-Rückspiel      | 4. Februar 1987  | Antalyaspor   | Atatürk Stadı, Antalya          | 0:0       | keine | keine                             |
| Achtelfinale-Hinspiel   | 18. Februar 1987 | Sarıyer SK    | Fenerbahçe Stadı, Istanbul      | 2:2 (1:1) | 1:0 Tüfekçi (24.), 2:2 M. Altıntaş (83.)                                                                                 | Y. Altıntaş (83.)                 |
| Achtelfinale-Rückspiel  | 25. Februar 1987 | Sarıyer SK    | Ali Sami Yen Stadyumu, Istanbul | 4:2 (2:1) | 1:0 Prekazi (7.), 2:1 Çetiner (42. Elfmeter), 3:1 Tüfekçi (54.), 4:2 M. Altıntaş (83.)                                   | Demiriz (83.)                     |
| Viertelfinale-Hinspiel  | 18. März 1987    | Eskişehirspor | Atatürk Stadı, Eskişehir        | 0:3 (0:0) | keine | keine                             |
| Viertelfinale-Rückspiel | 1. April 1987    | Eskişehirspor | Ali Sami Yen Stadyumu, Istanbul | 0:0       | keine | Tüfekçi (42.)                     |

### UEFA-Pokal
| Runde              | Datum              | Gegner                   | Ort                             | Ergebnis  | Tor(e) für Galatasaray Istanbul         | Karte(n) für Galatasaray Istanbul |
| ------------------ | ------------------ | ------------------------ | ------------------------------- | --------- | --------------------------------------- | --------------------------------- |
| 1. Runde-Hinspiel  | 17. September 1986 | FC Universitatea Craiova | Stadionul Central, Craiova      | 0:2 (0:0) | keine                                   | Demiriz (34.)                     |
| 1. Runde-Rückspiel | 1. Oktober 1986    | FC Universitatea Craiova | Ali Sami Yen Stadyumu, Istanbul | 2:1 (0:1) | 1:1 Tanman (63.), 2:1 Y. Altıntaş (84.) | Demiriz (60.)                     |

### Cumhurbaşkanlığı Kupası
| Galatasaray Istanbul (Meister)                        | Galatasaray Istanbul (Meister) | Gençlerbirliği Ankara (Pokalsieger) | Gençlerbirliği Ankara (Pokalsieger) |
| ----------------------------------------------------- | --- | --- | ----------------------------------- |
| Galatasaray Istanbul (Meister)                        | \| 14. Juni 1987 um 17:00 Uhr in Ankara (19 Mayıs Stadı) \| \| Ergebnis: 3:2 n. V. (2:2, 1:0) \| \| Schiedsrichter: Özcan Oal \| \| Spielbericht \| | \| 14. Juni 1987 um 17:00 Uhr in Ankara (19 Mayıs Stadı) \| \| Ergebnis: 3:2 n. V. (2:2, 1:0) \| \| Schiedsrichter: Özcan Oal \| \| Spielbericht \|                                                                                              | Gençlerbirliği Ankara (Pokalsieger) |
| Galatasaray Istanbul (Meister)                        | Zoran Simović – Semih Yuvakuran, Erhan Önal, Cüneyt Tanman, İsmail Demiriz – Yusuf Altıntaş (63. Savaş Koç), Dževat Prekazi, Muhammet Altıntaş, Arif Kocabıyık (79. Mersad Kovačević) – İlyas Tüfekçi, Uğur Tütüneker Cheftrainer: Jupp Derwall ( BR Deutschland) | Okan Gedikali – Gökhan Gedikali, Zlatko Krmpotić, Eyüp Taş, Mehmet Şengüler (91. Serdar Eroy) – Avni Okumuş, Şirahman Berber, Hasan Hacıhasanoğlu, Osman Özdemir (110. Ahmet Çelikhan) – Harun Erol, Halil İbrahim Eren Cheftrainer: Metin Türel | Gençlerbirliği Ankara (Pokalsieger) |
| Galatasaray Istanbul (Meister)                        | 1:0 İlyas Tüfekçi (42., Handelfmeter) 2:1 Uğur Tütüneker (72.) 3:2 Uğur Tütüneker (116.) | 1:1 Osman Özdemir (65.) 2:2 Avni Okumuş (90.) | Gençlerbirliği Ankara (Pokalsieger) |
| Galatasaray Istanbul (Meister)                        | İsmail Demiriz (14.), Erhan Önal (29.), İlyas Tüfekçi (41.), Zoran Simović (82.) | Zlatko Krmpotić (22.), Eyüp Taş (55.), Okan Gedikali (78.) | Gençlerbirliği Ankara (Pokalsieger) |
| Galatasaray Istanbul (Meister)                        | Erhan Önal (38.) | Zlatko Krmpotić (38.), Okan Gedikali (118.) | Gençlerbirliği Ankara (Pokalsieger) |
| 14. Juni 1987 um 17:00 Uhr in Ankara (19 Mayıs Stadı) | | |                                     |
| Ergebnis: 3:2 n. V. (2:2, 1:0)                        | | |                                     |
| Schiedsrichter: Özcan Oal                             | | |                                     |
| Spielbericht                                          | | |                                     |

### TSYD Kupası
| Datum           | Gegner              | Ort                             | Ergebnis  | Tor(e) für Galatasaray Istanbul        | Karte(n) für Galatasaray Istanbul |
| --------------- | ------------------- | ------------------------------- | --------- | -------------------------------------- | --------------------------------- |
| 13. August 1986 | Fenerbahçe Istanbul | Ali Sami Yen Stadyumu, Istanbul | 2:2 (0:2) | 1:2 Çetiner (64.), 2:2 Tütüneker (70.) | Çetiner (64.), Kocabıyık (65.)    |
| 16. August 1986 | Beşiktaş Istanbul   | Fenerbahçe Stadı, Istanbul      | 2:2 (0:0) | 1:0 Tanman (46.), 2:2 Prekazi (89.)    | Kocabıyık (41.)                   |

## Statistiken

### Teamstatistik
| Wettbewerb     | Punkte | daheim | daheim | daheim | daheim | daheim | auswärts | auswärts | auswärts | auswärts | auswärts | Gesamt | Gesamt | Gesamt | Gesamt | Gesamt | Tordifferenz |
| Wettbewerb     | Punkte | Sp     | G      | U      | N      | TV     | Sp       | G        | U        | N        | TV       | Sp     | G      | U      | N      | TV     | Tordifferenz |
| -------------- | ------ | ------ | ------ | ------ | ------ | ------ | -------- | -------- | -------- | -------- | -------- | ------ | ------ | ------ | ------ | ------ | ------------ |
| 1. Lig         | 54:18  | 18     | 12     | 4      | 2      | 32:13  | 18       | 11       | 4        | 3        | 23:11    | 36     | 23     | 8      | 5      | 55:24  | +31          |
| Türkiye Kupası | –      | 3      | 2      | 0      | 1      | 10:4   | 3        | 0        | 2        | 1        | 2:5      | 6      | 2      | 2      | 2      | 12:9   | +3           |
| UEFA-Pokal     | –      | 1      | 1      | 0      | 0      | 2:1    | 1        | 0        | 0        | 1        | 0:2      | 2      | 1      | 0      | 1      | 2:3    | −1           |
| Gesamt         | 54:18  | 22     | 15     | 4      | 3      | 44:18  | 22       | 11       | 6        | 5        | 25:18    | 44     | 26     | 10     | 8      | 69:36  | +33          |

### Saisonverlauf
| Spieltag | 1  | 2  | 3  | 4  | 5 | 6 | 7 | 8 | 9 | 10 | 11 | 12 | 13 | 14 | 15 | 16 | 17 | 18 | 19 | 20 | 21 | 22 | 23 | 24 | 25 | 26 | 27 | 28 | 29 | 30 | 31 | 32 | 33 | 34 | 35 | 36 | 37 | 38 |
| -------- | -- | -- | -- | -- | - | - | - | - | - | -- | -- | -- | -- | -- | -- | -- | -- | -- | -- | -- | -- | -- | -- | -- | -- | -- | -- | -- | -- | -- | -- | -- | -- | -- | -- | -- | -- | -- |
| Spielort | H  | A  |    | H  | A | H | A | H | A | H  | A  | H  | A  | H  | A  | H  | A  | H  | A  | H  | H  |    | A  | H  | A  | H  | A  | H  | A  | H  | A  | H  | A  | H  | A  | H  | A  | 1  |
| Resultat | N  | S  |    | U  | S | S | U | S | U | U  | S  | S  | S  | U  | S  | S  | S  | S  | U  | U  | S  |    | N  | N  | S  | S  | N  | S  | S  | S  | S  | S  | S  | S  | N  | S  | S  | S  |
| Platz    | 15 | 10 | 13 | 13 | 8 | 7 | 6 | 2 | 2 | 4  | 2  | 2  | 2  | 2  | 2  | 2  | 2  | 1  | 1  | 1  | 1  | 2  | 3  | 4  | 4  | 4  | 4  | 4  | 3  | 4  | 2  | 2  | 2  | 2  | 2  | 2  | 1  | 1  |

Quelle: https://www.weltfussball.de/spielplan/tur-sueperlig-1986-1987
Legende: Spielort: H = Heim; A = Auswärts. Resultat: S = Sieg; U = Unentschieden; N = Niederlage

### Spielerstatistiken
| Spieler             | 1. Lig   | 1. Lig | 1. Lig      | 1. Lig     | Türkiye Kupası / Cumhurbaşkanlığı Kupası | Türkiye Kupası / Cumhurbaşkanlığı Kupası | Türkiye Kupası / Cumhurbaşkanlığı Kupası | Türkiye Kupası / Cumhurbaşkanlığı Kupası | TSYD Kupası | TSYD Kupası | TSYD Kupası | TSYD Kupası | UEFA-Pokal | UEFA-Pokal | UEFA-Pokal  | UEFA-Pokal | Total    | Total | Total       | Total      |
| Spieler             | Einsätze | Tore   | Gelbe Karte | Rote Karte | Einsätze                                 | Tore                                     | Gelbe Karte                              | Rote Karte                               | Einsätze    | Tore        | Gelbe Karte | Rote Karte  | Einsätze   | Tore       | Gelbe Karte | Rote Karte | Einsätze | Tore  | Gelbe Karte | Rote Karte |
| ------------------- | -------- | ------ | ----------- | ---------- | ---------------------------------------- | ---------------------------------------- | ---------------------------------------- | ---------------------------------------- | ----------- | ----------- | ----------- | ----------- | ---------- | ---------- | ----------- | ---------- | -------- | ----- | ----------- | ---------- |
| Halil İbrahim Akçay | 0        | 0      | 0           | 0          | 0                                        | 0                                        | 0                                        | 0                                        | 2           | 0           | 0           | 0           | 0          | 0          | 0           | 0          | 2        | 0     | 0           | 0          |
| Bülent Alkılıç      | 3        | 0      | 1           | 0          | 0                                        | 0                                        | 0                                        | 0                                        | 2           | 0           | 0           | 0           | 1          | 0          | 0           | 0          | 6        | 0     | 1           | 0          |
| Muhammed Altıntaş   | 21       | 2      | 2           | 0          | 6                                        | 2                                        | 0                                        | 0                                        | 0           | 0           | 0           | 0           | 2          | 0          | 0           | 0          | 29       | 4     | 2           | 0          |
| Yusuf Altıntaş      | 24       | 4      | 5           | 1          | 7                                        | 0                                        | 1                                        | 0                                        | 2           | 0           | 1           | 0           | 2          | 1          | 0           | 0          | 35       | 5     | 7           | 1          |
| Raşit Çetiner       | 21       | 2      | 4           | 0          | 2                                        | 1                                        | 0                                        | 0                                        | 2           | 1           | 1           | 0           | 2          | 0          | 0           | 0          | 27       | 4     | 5           | 0          |
| Ahmet Ceyhan        | 22       | 0      | 1           | 0          | 6                                        | 0                                        | 0                                        | 0                                        | 2           | 0           | 0           | 0           | 1          | 0          | 0           | 0          | 31       | 0     | 1           | 0          |
| Hayrettin Demirbaş  | 3        | 0      | 0           | 0          | 2                                        | 0                                        | 0                                        | 0                                        | 0           | 0           | 0           | 0           | 0          | 0          | 0           | 0          | 5        | 0     | 0           | 0          |
| İsmail Demiriz      | 36       | 1      | 4           | 0          | 7                                        | 1                                        | 2                                        | 0                                        | 2           | 0           | 0           | 0           | 2          | 0          | 0           | 0          | 47       | 2     | 6           | 0          |
| Adnan Esen          | 2        | 0      | 0           | 0          | 0                                        | 0                                        | 0                                        | 0                                        | 2           | 0           | 0           | 0           | 0          | 0          | 0           | 0          | 4        | 0     | 0           | 0          |
| Suat Kaya           | 3        | 0      | 0           | 0          | 0                                        | 0                                        | 0                                        | 0                                        | 0           | 0           | 0           | 0           | 0          | 0          | 0           | 0          | 3        | 0     | 0           | 0          |
| Öner Kılıç          | 1        | 0      | 0           | 0          | 0                                        | 0                                        | 0                                        | 0                                        | 0           | 0           | 0           | 0           | 0          | 0          | 0           | 0          | 1        | 0     | 0           | 0          |
| Savaş Koç           | 29       | 4      | 2           | 0          | 2                                        | 0                                        | 0                                        | 0                                        | 1           | 0           | 0           | 0           | 1          | 0          | 0           | 0          | 33       | 4     | 2           | 0          |
| Arif Kocabıyık      | 18       | 0      | 0           | 0          | 3                                        | 0                                        | 0                                        | 0                                        | 2           | 0           | 2           | 0           | 1          | 0          | 0           | 0          | 24       | 0     | 2           | 0          |
| İmdat Korkmaz       | 0        | 0      | 0           | 0          | 0                                        | 0                                        | 0                                        | 0                                        | 0           | 0           | 0           | 0           | 0          | 0          | 0           | 0          | 0        | 0     | 0           | 0          |
| Mersad Kovačević    | 25       | 8      | 3           | 0          | 7                                        | 4                                        | 0                                        | 0                                        | 0           | 0           | 0           | 0           | 0          | 0          | 0           | 0          | 32       | 12    | 3           | 0          |
| Erhan Önal          | 35       | 2      | 1           | 0          | 7                                        | 0                                        | 1                                        | 1                                        | 2           | 0           | 0           | 0           | 2          | 0          | 0           | 0          | 46       | 2     | 2           | 1          |
| Dževat Prekazi      | 34       | 5      | 6           | 1          | 7                                        | 1                                        | 0                                        | 0                                        | 2           | 1           | 0           | 0           | 2          | 0          | 0           | 0          | 45       | 7     | 6           | 1          |
| Zoran Simović       | 33       | 0      | 2           | 0          | 5                                        | 0                                        | 1                                        | 0                                        | 2           | 0           | 0           | 0           | 2          | 0          | 0           | 0          | 42       | 0     | 3           | 0          |
| Tuncay Soyak        | 6        | 0      | 0           | 0          | 2                                        | 0                                        | 1                                        | 0                                        | 0           | 0           | 0           | 0           | 0          | 0          | 0           | 0          | 8        | 0     | 1           | 0          |
| Cüneyt Tanman       | 31       | 6      | 1           | 0          | 7                                        | 0                                        | 0                                        | 0                                        | 2           | 1           | 0           | 0           | 2          | 1          | 0           | 0          | 42       | 8     | 1           | 0          |
| İlyas Tüfekçi       | 36       | 7      | 1           | 0          | 7                                        | 4                                        | 2                                        | 0                                        | 2           | 0           | 0           | 0           | 1          | 0          | 0           | 0          | 46       | 11    | 3           | 0          |
| Uğur Tütüneker      | 32       | 12     | 1           | 0          | 4                                        | 2                                        | 0                                        | 0                                        | 2           | 1           | 0           | 0           | 1          | 0          | 0           | 0          | 39       | 15    | 1           | 0          |
| Erkan Ültanır       | 10       | 0      | 0           | 0          | 1                                        | 0                                        | 0                                        | 0                                        | 0           | 0           | 0           | 0           | 0          | 0          | 0           | 0          | 11       | 0     | 0           | 0          |
| Semih Yuvakuran     | 34       | 0      | 1           | 0          | 6                                        | 0                                        | 0                                        | 0                                        | 1           | 0           | 0           | 0           | 2          | 0          | 0           | 0          | 43       | 0     | 1           | 0          |